# 1978 год в истории железнодорожного транспорта
1978 год в истории железнодорожного транспорта

## События
- В Великобритании на линии Лондон — Глазго поезд развил скорость 315 километров в час.[1]
- В Азербайджане открыта Нахичеванская детская железная дорога.
- В Канаде начала работу федеральная коронная корпорация VIA Rail, объединившая пассажирские перевозки Canadian National Railway и Canadian Pacific Railway.

## Новый подвижной состав
- Людиновский тепловозостроительный завод изготовил тепловоз ТЭМ12.
- Ворошиловградский тепловозостроительный завод начал изготовление тепловозов 2ТЭ121. Там же закончен выпуск тепловозов ТЭ109.
- Новочеркасский электровозостроительный завод начинает постройку партии электровозов ET42 для Железных дорог Польши.
- Коломенский завод начинает выпуск серийных тепловозов ТЭП70 (до 1978 года было выпущено 7 экспериментальных машин).
- Фирма Alstom выпустила первые электропоезда TGV — TGV Sud-Est.